# 일린섬구름쥐
일린섬구름쥐(Crateromys paulus)는 쥐과에 속하는 설치류의 일종이다. 필리핀 일린 섬에서 발견되는 멸종위급종 구름쥐이다.

## 특징
꼬리 길이 215mm를 제외한 몸길이가 255mm에 이르는 큰 설치류로 발 길이는 50mm, 귀 길이는 20mm 정도이다.

## 생태
나무에서 생활하는 수상성 설치류이다.

## 분포 및 서식지
필리핀 민도로섬 남서부 해안가 일린섬에서 채집한 표본 한 점만이 알려져 있다. 민도로섬에서도 서식하는 것으로 추정된다. 저지대 숲에서 서식하는 것으로 보인다.